# Francesco Benaglio

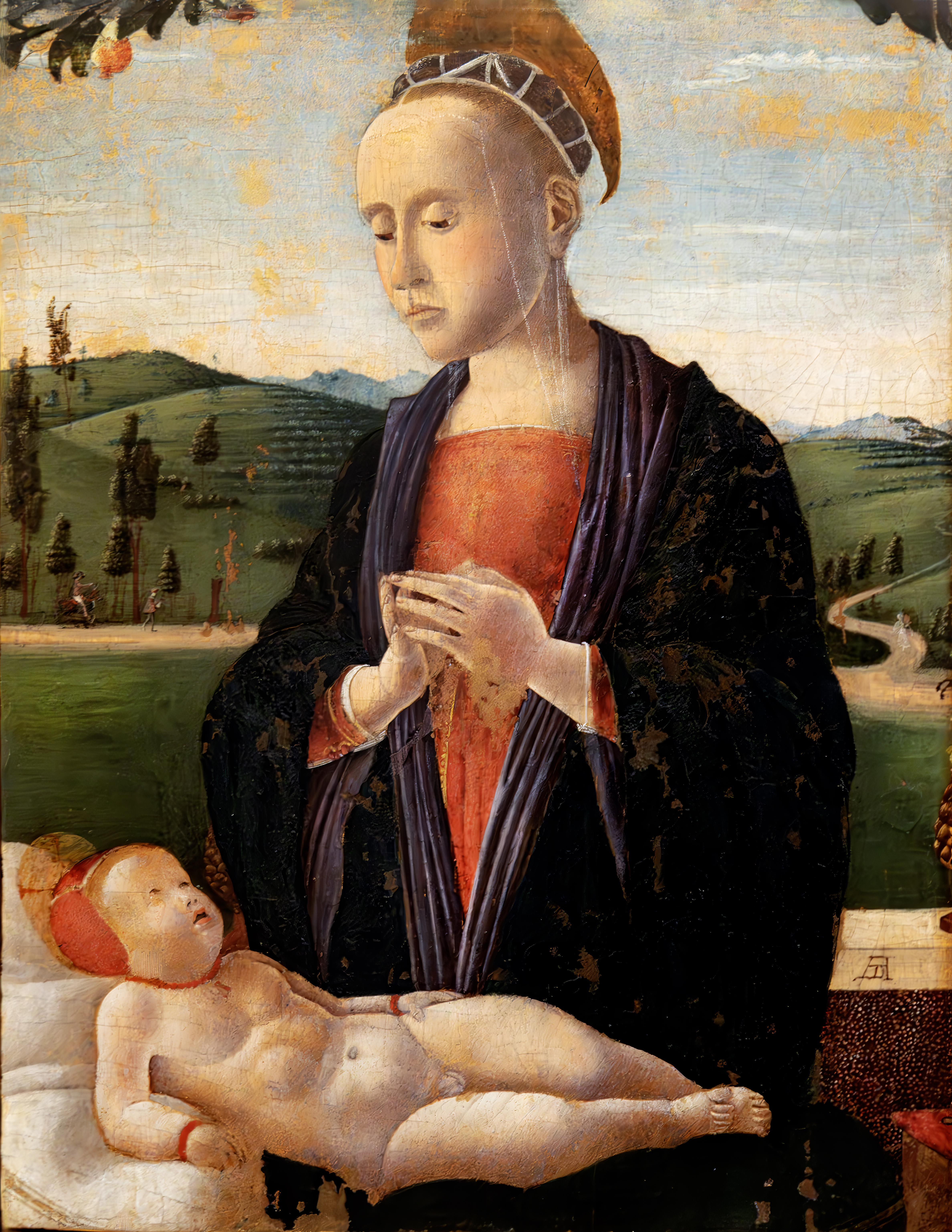
Virgen con el Niño, Museo Correr

Francesco Benaglio (Verona, hacia 1430 - idem., 1492), nacido Francesco di Pietro della Biada, fue un pintor veronés del Renacimiento.

## Datos Biográficos
Adoptó el apellido de una rica familia bergamasca residente en Verona en la época. Formado inicialmente en el taller de su pariente el también pintor Girolamo Benaglio, su primer trabajo documentado es un tríptico firmado representando a la Virgen entronizada con santos realizado para la iglesia de San Bernardino de Verona (1462, ahora en el Museo de Castelvecchio). Dicha obra no pasa de ser una copia relativamente libre de la tabla de altar que Andrea Mantegna realizara para la iglesia veronesa de San Zeno. Sin embargo, la habilidad del joven pintor en el diseño y distribución espacial de las figuras es mucho más rudimentario que el del maestro.
Benaglio aparece censado en Verona entre los años 1465 y 1482. En 1475 fue condenado junto a otro pintor llamado Martino, a cuatro meses de prisión por pintar una serie de figuras obscenas en la fachada del Palazzo Sagromoso. En 1476, ejecutó los frescos de Santa María della Scala con los Santos Bartolomé, Zenón, Jerónimo y Francisco (destruidos en 1738). En 1492, su hijo Girolamo es censado como huérfano, por lo que es probable que el artista muriera en ese mismo año.